# Solomon Kane (film)
Pour plus de détails, voir Fiche technique et Distribution.
Solomon Kane est un film fantastique franco-britannico-tchèque réalisé par M. J. Bassett, adapté du personnage Solomon Kane de l'écrivain américain Robert Ervin Howard et sorti en France le 23 décembre 2009. Il est sorti en Espagne le 1er janvier 2010 et fait l'objet d'une sortie limitée aux États-Unis en septembre 2012.
Ce film est interdit aux moins de 12 ans.

## Synopsis
XVIe siècle... Pendant l'attaque d'une mystérieuse forteresse quelque part en Afrique du Nord, le redoutable capitaine Solomon Kane voit ses hommes éliminés un par un par des créatures démoniaques. Il finira seul face à l'envoyé du diable venu pour s'emparer de son âme corrompue. 
Kane parvient à s'échapper, mais il sait qu'il doit maintenant se racheter en renonçant à la violence. Sa nouvelle spiritualité ne tarde pas à être mise à l'épreuve, lorsqu'il revient dans une Angleterre dévastée par des hommes diaboliques à la solde d'un être masqué terrifiant, l'Overlord.

## Fiche technique
- Réalisation : M. J. Bassett
- Scénario : M. J. Bassett d'après le personnage Solomon Kane créé par Robert E. Howard
- Musique : Klaus Badelt
- Directeur artistique : Ricky Eyres
- Décors : David Baxa
- Costumes : John Bloomfield
- Photographie : Dan Laustsen
- Montage : Andrew MacRitchie
- Producteur : Paul Berrow, Samuel Hadida et Kevan Van Thompson
- Sociétés de production : Davis-Films, Czech Anglo Productions et Wandering Star Pictures
- Distribution : Metropolitan Filmexport
- Budget : 45 000 000 $
- Format : 2,35:1 - couleur
- Pays d'origine :  Royaume-Uni,  France,  République tchèque
- Langue : anglais
- Genre : fantastique et aventures[3]
- Durée : 104 minutes
- Dates de sortie[4] :  France : 23 décembre 2009,  Royaume-Uni : 19 février 2010

## Distribution
- James Purefoy (VF : Joël Zaffarano)  : Solomon Kane
- Rachel Hurd-Wood (VF : Joséphine Ropion)  : Meredith Crowthorn
- Pete Postlethwaite (VF : Georges Claisse) : William Crowthorn
- Alice Krige : Katherine Crowthorn
- Jason Flemyng (VF : Philippe Catoire) : Malachi
- Max von Sydow (VF : Jean Lagache) : Josiah Kane
- Mackenzie Crook (VF : Jérémy Prévost)  : Père Michael
- Samuel Roukin (en) (VF : Cédric Ingard)  : Marcus Kane
- Ben Steel (en) : Fletcher
- Matthew Blood-Smyth : Merton
- Mark O'Neal : Soldat de Kane
- Robert Orr : Soldat de Kane
- Richard Ryan : Soldat de Kane
- Ian Whyte : L'envoyé du Diable
- Robert Russel (III): Abbot
- James Babson : L'homme au crâne rasé
- Patrick Hurd-Wood : Samuel Crowthorn
- Rory McCann : McNess
- Isabel Bassett : la sorcière

## Box-Office
| Pays ou région | Box-office      | Date d'arrêt du box-office | Nombre de semaines |
| -------------- | --------------- | -------------------------- | ------------------ |
| Mondial        | 15 000 000 $    | 1er juillet 2010           |                    |
| États-Unis     |                 |                            |                    |
| France         | 361 764 entrées | 27 janvier 2010            | 5                  |

Sorti dans 15 pays, le film récolte seulement 15 000 000 $, du 25 décembre 2009 au 1er juillet 2010.
Les recettes engrangées représentent seulement un tiers de son budget de 45 000 000 $.

## Autour du film
Le film a été tourné du 17 janvier au 8 avril 2008 au Royaume-Uni et République Tchèque (notamment aux Studios Barrandov de Prague).
À 1 minute 20 de la bande-annonce française, on peut apercevoir une scène qui se déroule dans une grotte où Solomon Kane se bat contre des hommes. Cette scène ne figure pas dans le film. Dans son intégralité, elle dure 1 minute 40 et, si elle n'est pas présente dans les 100 minutes que dure le film (durée française), elle est visible, comme scène coupée, dans le DVD et le Blu-Ray avec une introduction du réalisateur.
Un anachronisme peut se remarquer au début du film. En effet lorsque Solomon Kane et ses hommes attaquent la forteresse musulmane, les navires anglais arborent l'Union Jack comme pavillon. Pourtant l'intrigue générale du personnage se déroule, selon les romans originaux, au XVIe siècle alors que la première ébauche de l'Union Jack (présentée dans le film et mélangeant les drapeaux de l'Angleterre et de l'Écosse) n'a été créé qu'en 1606, au XVIIe siècle, et adopté comme drapeau officiel du royaume de Grande-Bretagne qu'en 1707.